# 日産・キューブ
キューブ (cube) は、日産自動車が製造・発売していたトールワゴンである。

## 概要
その名の通り、スペース重視のコンセプトを持った車だが、一般的なミニバンよりもボンネットが際立つユニークなスタイリング。日産の事実上の親会社で、アライアンス関係を結んでいるルノーと共同開発したプラットフォームを使用している（マーチやルノー・モデュスと共用）。
第28回の東京モーターショー（1989年開催）に出品されたコンセプトカー「シャポー（CHAPEAU）」からデザインコンセプトがスタートしており、2代目以降は窓の数、ピラーの位置など、ボディシェルが左右非対称に作られているのが大きな特徴。そのスペース効率からか小型タクシーとして採用されることもある。
車名ロゴは日産共通のフォントであるNE-01ではなく、独自の書体を使用していた。
初代の初期はコンスタントに月10,000台以上を販売しており、登録台数1位を記録したこともあった。そのため、当時は生産工場では休日出勤も毎週行っていたほどの売れ行きでもあった。生産は当初村山工場で行われていたが、閉鎖後は追浜工場へ移管されていた。

## 初代 Z10型（1998年 - 2002年）
- 1997年10月 - 東京モーターショーに参考出品車としてマーチをベースにしたハイトワゴン「キューブ」を発表。バックドアにガラスハッチを採用し、当時日産が積極的に導入していたゾーンボディ（衝突安全ボディ）を採用した。またハンドルは前期型の4本スポーク、中期型の3本スポークはもともと日産・180SXに装着されていたものを使用している。
- 1998年
  - 2月3日 - 発売。前期型（型式GF-Z10）。グレードは廉価版の「F」、標準タイプの「S」、装備を充実させた「X」、オーテックジャパンがプロデュースするドレスアップモデル「ライダー」の4種類。「ライダー」を除く全車にプレセアを彷彿させるブルーライトメーターを装備していた。CM出演者は草野仁と河相我聞。キャッチコピーは「アソブ、ハコブ、キューブ。つまり、コンパクトでハイトなワゴン。」[1]。
  - 10月 - 1月の生産開始から約10か月で生産累計台数が10万台を突破。
  - 12月25日 - オーテックジャパンの手による期間限定特別仕様車「イエローバージョン」を発売（カラーがモーターショーでのモデルと同じライトニングイエロー）。
- 1999年
  - 4月22日 - オーテックジャパンの手による特別仕様車「プレミアム」を設定。本皮シートを採用し、フロントグリルやフルホイールカバーなどにはライトゴールド色を配した。テールゲートに貼り付けてあるステッカーは通常モデルとは異なり、「CUBE」が異様に小さなサイズに変更された。
  - 11月9日 - マイナーチェンジにより中期型（型式GH-AZ10）とも言われる。外装は前期と同じだが搭載ミッションのうち、N-CVTがハイパーCVTに変わり、クリープ機能を搭載。（ステアマティックを持つ「ハイパーCVT-M6」も設定）。四輪駆動車が追加されたほか（型式GH-ANZ10）、搭載エンジンが前期から74ccアップのCGA3DE型1348ccに変更された。「ライダー」はさらに車体色にホワイトを追加（それまではブラックとシルバーのみだった）、「プレミアム」も一部変更。その他メーター（3連から2連に）、ハンドル（4本スポークから3本スポークへ）の変更や、ハッチガラスの開スイッチを運転席下に追加、キーレスエントリーのリモコンがキューブの車体を模した3ボタン（開・閉・ハッチ）のデザインに変更されている。
  - 12月24日 - 特別仕様車「スペシャルエディション」を発売。パールホワイトを専用車体色とし（後に他グレードにオプション設定される）、スケルトンオーディオやプライバシーガラスなどを装備した。
- 2000年
  - 5月9日 - 特別仕様車「Sリミテッド」を発売。スケルトンオーディオ、スケルトンタイプマルチリモートエントリーシステム、プライバシーガラスなどを装備した。
  - 6月6日 - 特別仕様車「NAVIエディション」を設定。
  - 9月4日 - マイナーチェンジ、後期型（型式TA-AZ10）。フロント・リアバンパー、ラジエーターグリルのデザインを変更したほか、大型2段ヘッドランプなどを採用し、リヤシートにスライド機能を追加するなど内外装を一部変更し、これに併せてブレーキランプはクリアーとなった。前・中期型にあったハイマウントストップランプは廃止。4人乗りから5人乗りへ乗車定員を変更。また、オーテックジャパンの手による丸型ヘッドランプが特徴の特別仕様車「スクエア」を設定。同時に「ライダー」はオーテックから日産本社扱いに変更、2代目以降はオーテック扱いに戻る。
  - 12月26日 - 特別仕様車「アルテ」を発売。スケルトンオーディオ、シルバーセンタークラスター、フルカラーバンパー、専用ピラーステッカーなどを装備した。
- 2001年
  - 5月8日 - 指定ガソリンをハイオク化するなどして出力を74kW (101PS) に向上したCGA3DE型を搭載する「αシリーズ」追加。同時に、グレード体系の見直し。また同時にコールマンとのタイアップモデルで撥水シートなどを備えた「コールマンバージョン」を期間限定発売。
  - 8月29日 - 同年12月までの期間限定車「バージョン-S」および「バージョン-S-α」を追加。サロモンの協力により開発され、電源コンセント、「サロモン」ロゴ入りフロントシートタグ、専用ブラックメーターなどを装備した。
- 2002年
  - 9月[2] - 生産終了。在庫対応分のみの販売となる。
  - 10月 - 2代目と入れ替わる形で販売終了。

Z10型キューブはK11型マーチをベースに開発されたため、フロアパネルが二重の、いわゆる上げ底になっている。
このZ10型をベースに、トミタ夢工場によるカスタマイズモデル「トミーカイラM13c」を発売している。
光岡自動車からもZ10型をベースにロンドンタクシーの外観を模したユーガが販売されていた。

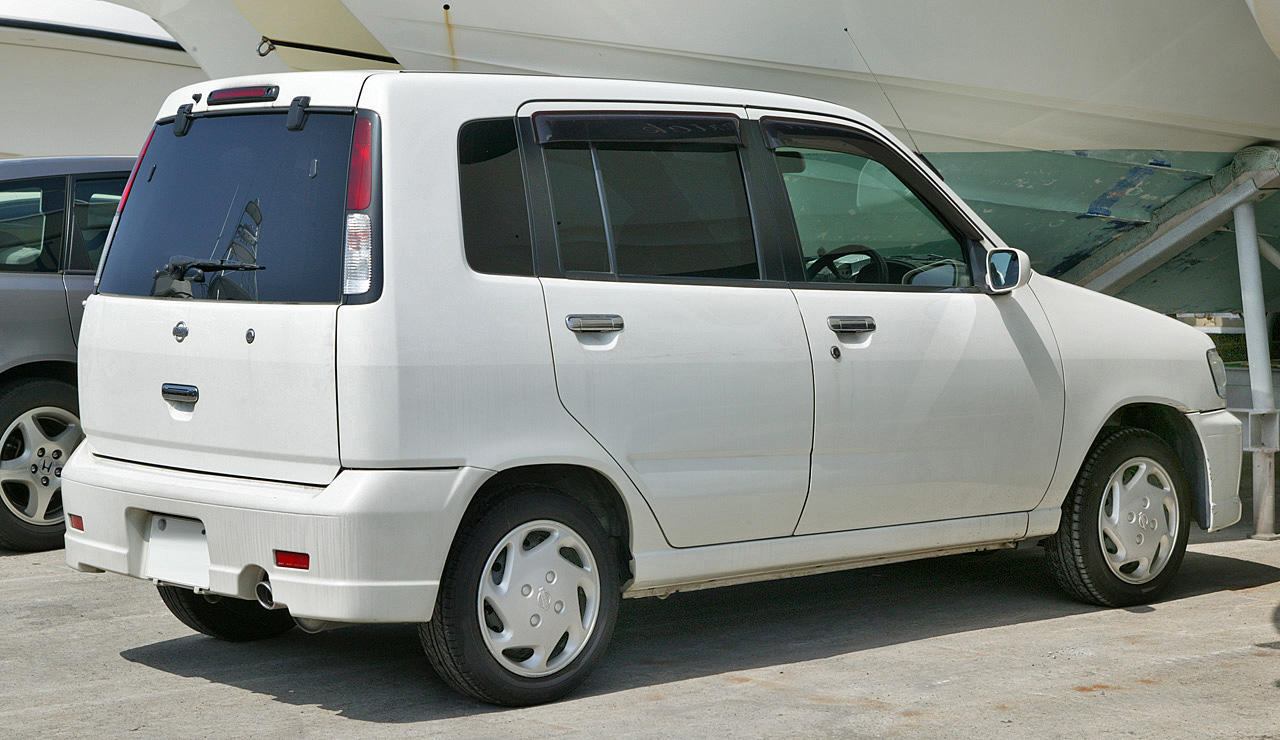
リア（前・中期型）
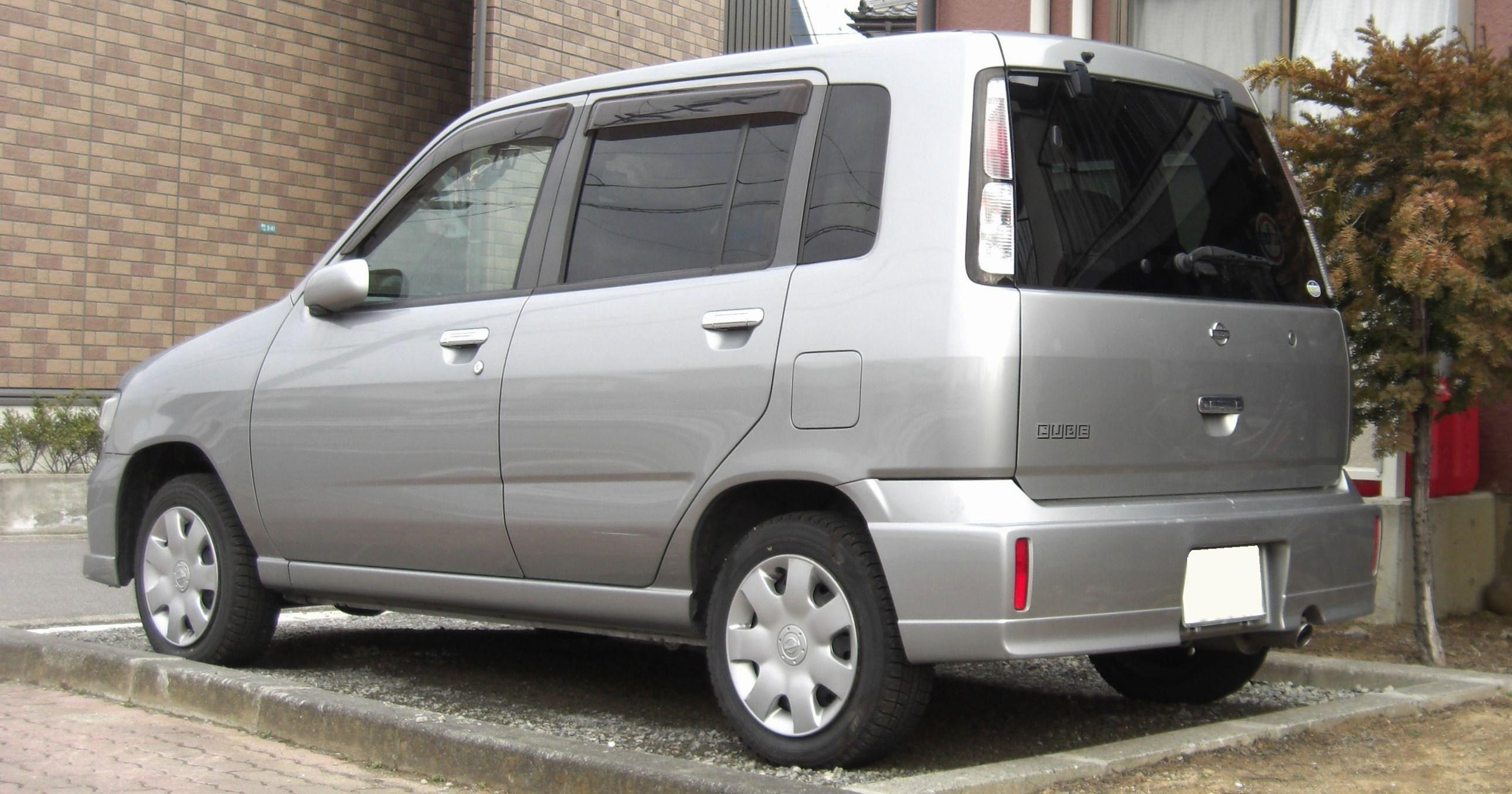
リア（後期型）
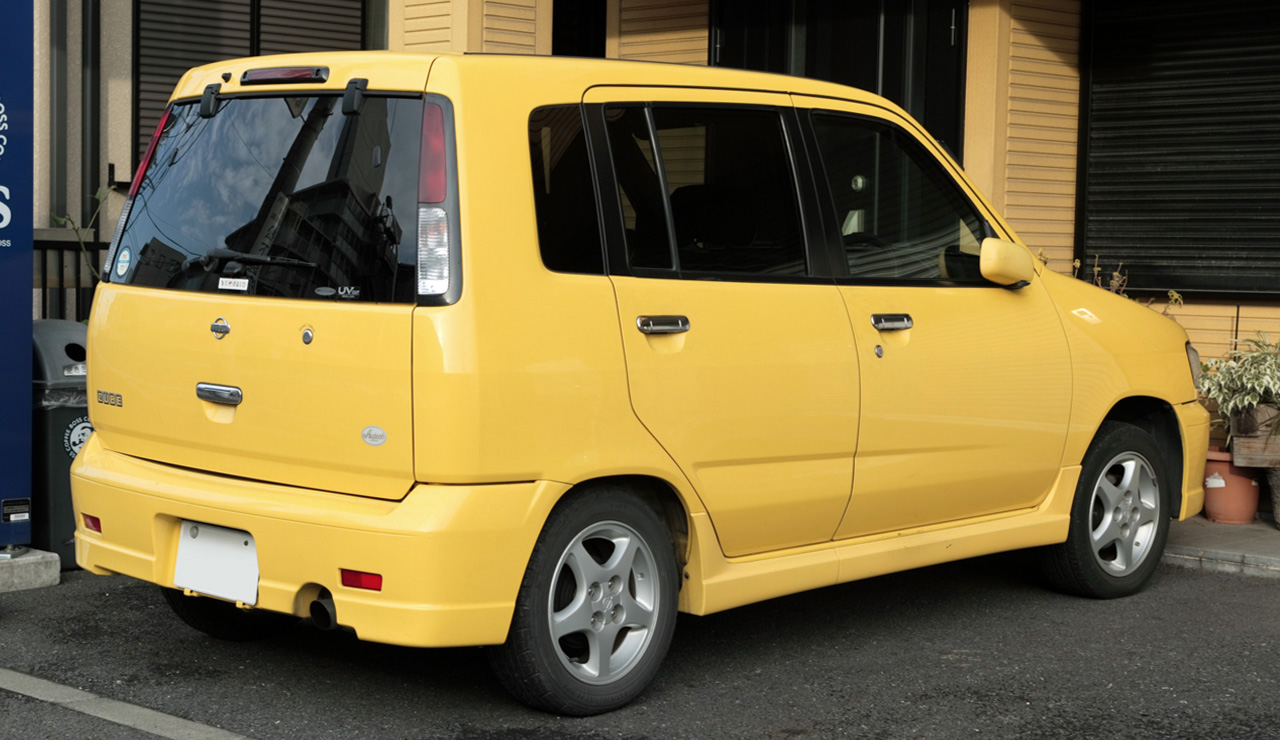
イエローバージョン
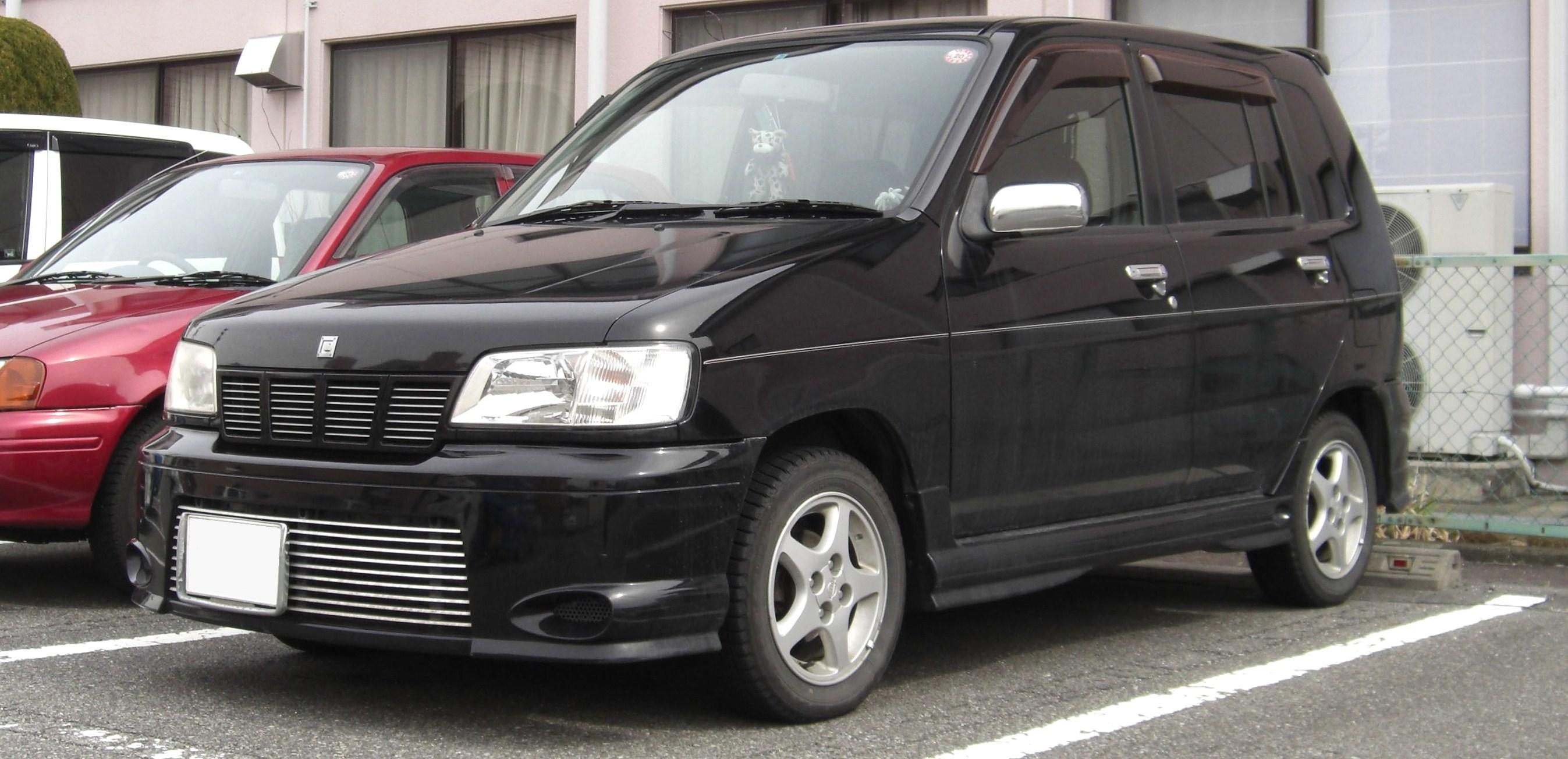
ライダー（前期型）
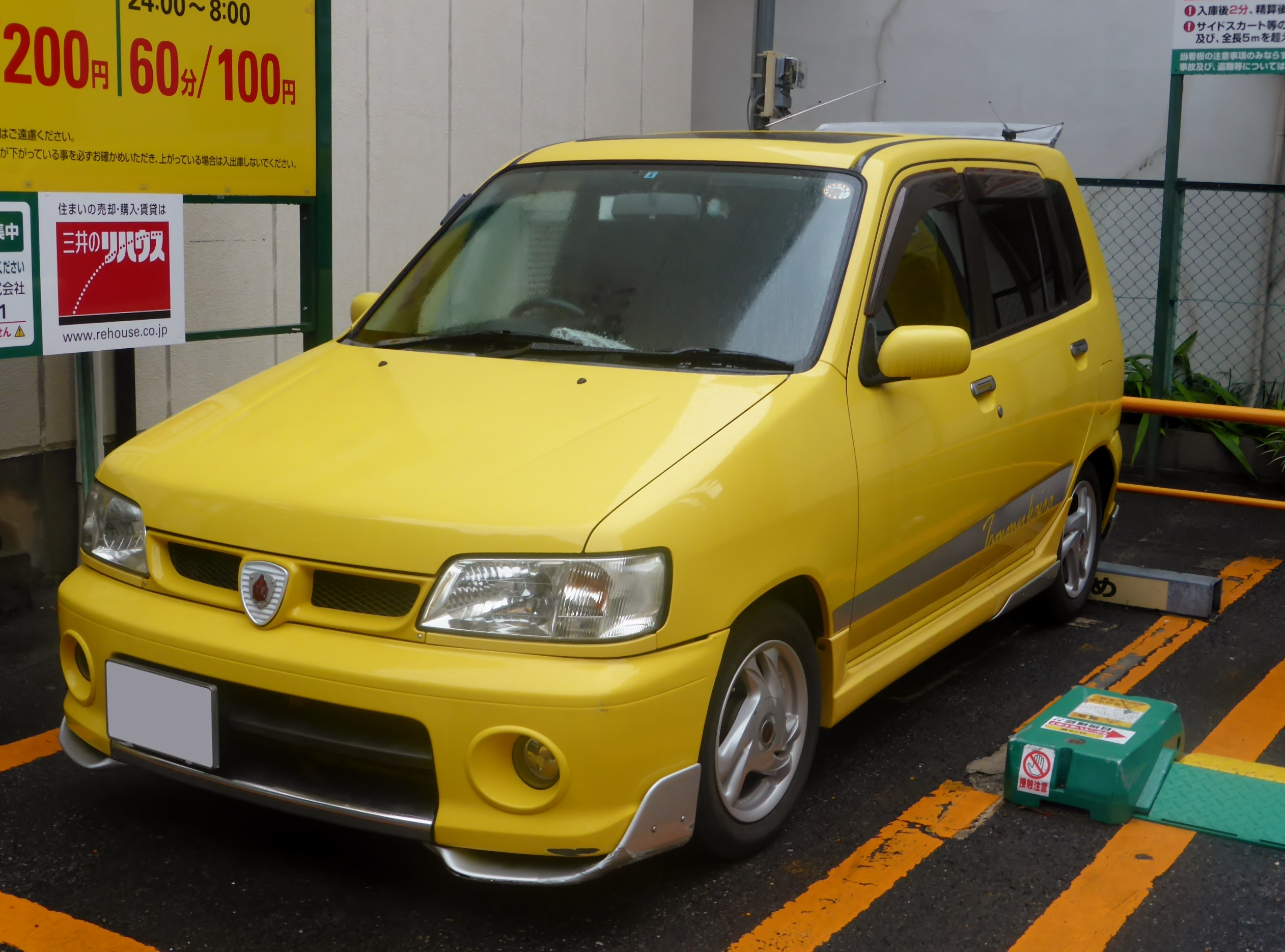
トミーカイラM13c
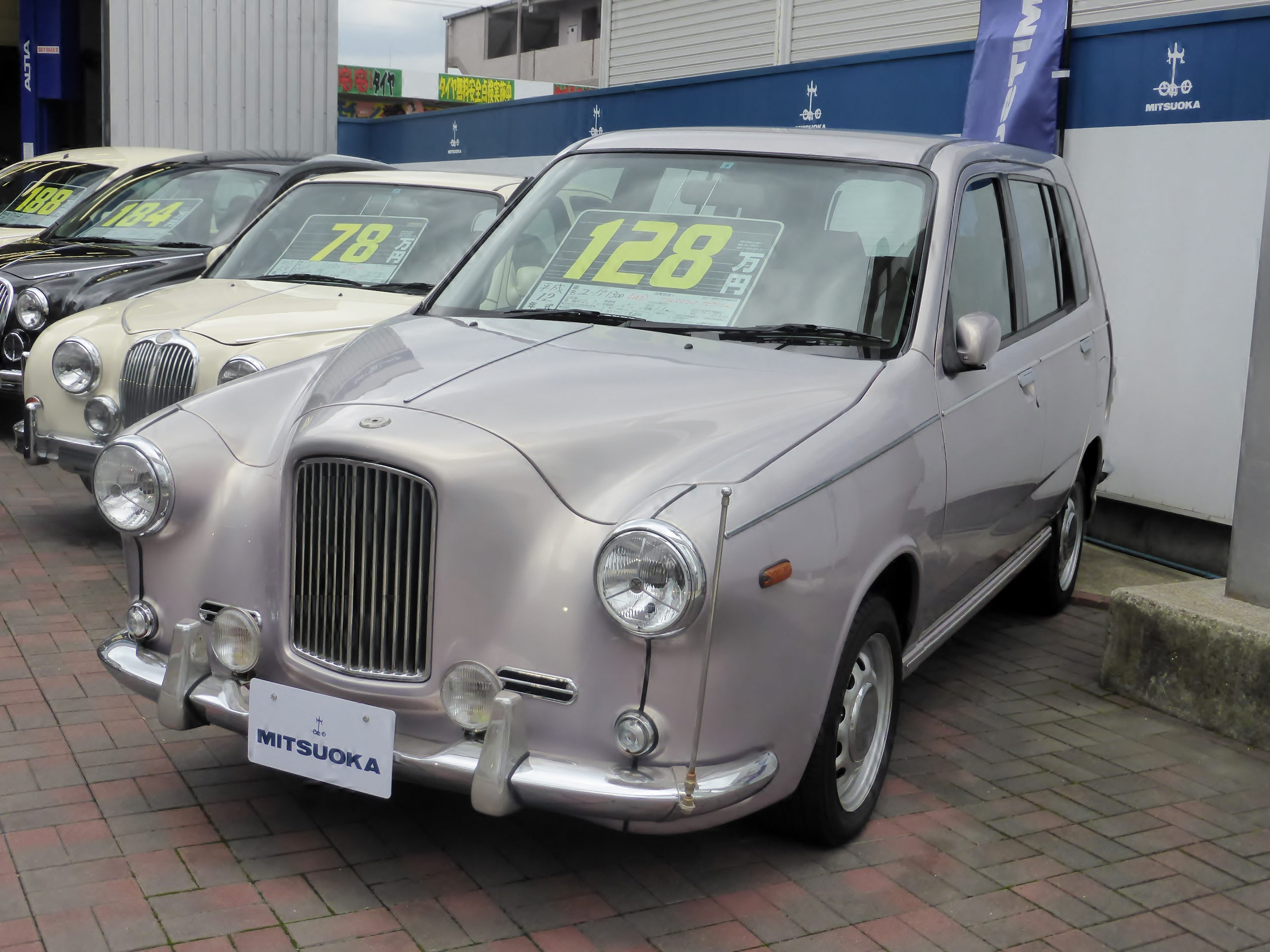
光岡 ユーガ

## 2代目 Z11型（2002年 - 2008年）
※ 3列シートのストレッチ版（GZ11型）については「日産・キューブキュービック」を参照。
- 2001年2月 - ジュネーブモーターショーでコンセプトカー「シャッポ（Chappo）」を発表[3]。これが事実上、2代目キューブのプロトモデルである。左右非対称のリアウィンドウデザインなどが量産車に受け継がれることとなった。
- 2002年10月8日 - Z11型にモデルチェンジ。エンジンはマーチと同じ1.4L直列4気筒・CR14DE型（98ps）のみ。テールランプは従来の縦型からリアバンパー内蔵の横型となり、左右非対称ボディと角をイメージした個性的なデザイン、後付けではない一体感のあるワイドフェンダーなどが話題を呼び、マーチに続き大ヒット車になった。トランスミッションは6速マニュアルモード付きCVT「エクストロニックCVT-M6」または電子制御4速オートマチック「E-ATx」。CVT車で、マニュアルモードにした場合は先代と同じくステアリングのスイッチで変速させる。パーキングブレーキは、先代はハンドレバー式であったが、このモデルより足踏み式が採用された。背面は非対称、ガソリン給油口は右にある。四輪駆動車はプロペラシャフト、トランスファが不要な「e-4WD」システムを搭載。パワーウインドウとキーレスエントリーは全車標準装備となった。あわせて、正面のキューブのエンブレムは、日産のブランドロゴのエンブレムに変更になった。キャッチコピーは「Cube. My room.」。
- 2003年
  - 5月8日 - 日産自動車の創立70周年を記念した特別仕様車「SX 70th」を発売。SXをベースにオートライトシステム、フォグランプ、UVカットプライバシーガラス、ETCを標準装備している。また、当時K12型マーチの前期型のみに設定されていたボディカラー、オパールラベンダーチタンメタリックの設定もある。
  - 9月 - 派生車種として、3列シート7人乗りのキューブキュービックが登場。
  - 10月22日 - 70周年記念特別仕様車第2弾「SX 70th-II」を発売。ETCを除くSX 70thの装備に加え、CD一体AM/FM 電子チューナーラジオ、専用フルカラーフロントバンパー、専用フロントグリル&ヘッドランプフィニッシャー、プラズマクラスターエアコン、消臭天井が装備された。
  - 12月9日 - オーテックジャパンの手によるSUVテイストを持たせた特別仕様車「トラビス」を設定。
- 2004年
  - 5月17日 - 英国コンラン&パートナーズとのコラボレーションで7月末までの期間限定車「キューブ プラス コンラン」（生産計画台数1,000台）、および特別仕様車「SX Limited」「EX Limited」を発売。「キューブ プラス コンラン」は発売後2週間で生産計画台数に到達し、5月末で注文を締め切った。
  - 8月23日 - SXをベースに、専用フロントバンパー/グリル、専用サイドシルプロテクターなどを装備した、「Agiactive（アジャクティブ）」を追加。
  - 12月1日 - 1DIN MD・CD一体AM/FM電子チューナーラジオなどを装備した特別仕様車「SX MD/CDセレクション」、「EX MD/CDセレクション」を発売。MD・CD一体AM/FM電子チューナーラジオのほか、専用フロントグリル&ヘッドランプフィニッシャー、専用フルカラーフロントバンパーが装備された。
- 2005年
  - 1月20日 - 「ライダー」、「トラビス」に期間限定車「HDDナビエディション」を追加。
  - 5月24日 - マイナーチェンジ。従来からのCR14DEに加え、ティーダやノートに搭載されているHR15DEエンジン搭載モデルを追加。フロントグリルの穴は正方形から菱形に変更され、ウインカーランプが丸型になった。テールランプは前期型の枠付きから枠無しの新しいデザインに変えられた。インテリジェントキーの形が長方形型から楕円型に変更。CR14DE搭載車はミッションがE-ATxのみとなり、CVTはHR15DE搭載車に設定される。なお、今回の変更に伴いCVTの6速マニュアルモードは廃止された。また1,400cc、1,500ccともに平成17年度排出ガス規制75%低減レベル（SU-LEV）認定を受ける。SHIFT_ワードは、「SHIFT_ originality オリジナリティをシフトする。」。同日、特別仕様車「15M プレミアムインテリア」発売。「トラビス」は廃止された。
- 2006年
  - 1月24日 - インテリジェントキー、オートライトシステム、フロントフォグランプ、本革巻ステアリングなどを標準装備とした特別仕様車「Vセレクション」を発売。
  - 5月29日 - 専用キッキングプレート、バイキセノンヘッドランプ、インテリジェントキー、スポーツマフラー、専用アルミペダル、専用スポーティフロアカーペットを装備した「ライダーアルファII」を発売。
  - 6月1日 - マイナーチェンジ版キューブ、キューブキュービック登場に伴い「キューブ プラス コンラン」を受注生産予約を開始。注文台数に上限はないが9月30日までで予約締め切り。
  - 10月4日 - 特別仕様車「Plus navi（プラス ナビ）」発売。
- 2007年
  - 1月17日 - マイナーチェンジ。フロントのデザインが変更され（RS、RXを除く）、前・中期型の丸目からヘッドライトとウインカーランプが一体式になった。LED式リヤコンビランプが採用されたほか、HRエンジンの改良およびCVTの制御の見直しによって燃費を向上させた[4]。これに併せてテールランプはクリアーとなった（前期型のテールランプは色付き）。
  - 6月5日 - 特別仕様車「KAGAYAKI Edition（および同Plus navi HDD）」発売。同日、「アンシャンテ」に、新開発のスライドアップシートを搭載。
  - 10月3日 - スモークグリルなどを採用した「ライダー 10th アニバーサリー」を発売。
  - 11月7日 - 専用色（アッシュバイオレット、パシフィックブルー）を設定した特別仕様車「Music room」発売。当時純正品としては数少なかったAUX（外部入力アナログミニプラグ用端子）をCDチューナーに搭載しデジタルオーディオプレーヤーや携帯電話の音楽を聴くことが可能。同時に「Plus navi HDD」のベースグレードが変更された。
- 2008年
  - 2月6日 - 本革シートに加え、各ドアごとに春夏秋冬の異なる柄のドアトリムを採用した特別仕様車「15M Art room」発売。
  - 3月 - ニューヨーク国際オートショーにキューブキュービックをベースとした「でんきキューブコンセプト」を出品。電源にコンパクトリチウムイオンバッテリーを採用する電気自動車で、電流をモチーフとしたフロントグリルを装着した。
  - 5月27日 - 期間限定車「プラスナビHDD SP」を発売。
  - 10月[5] - 生産終了。在庫対応分のみの販売となる。
  - 11月 - 3代目と入れ替わって販売終了。

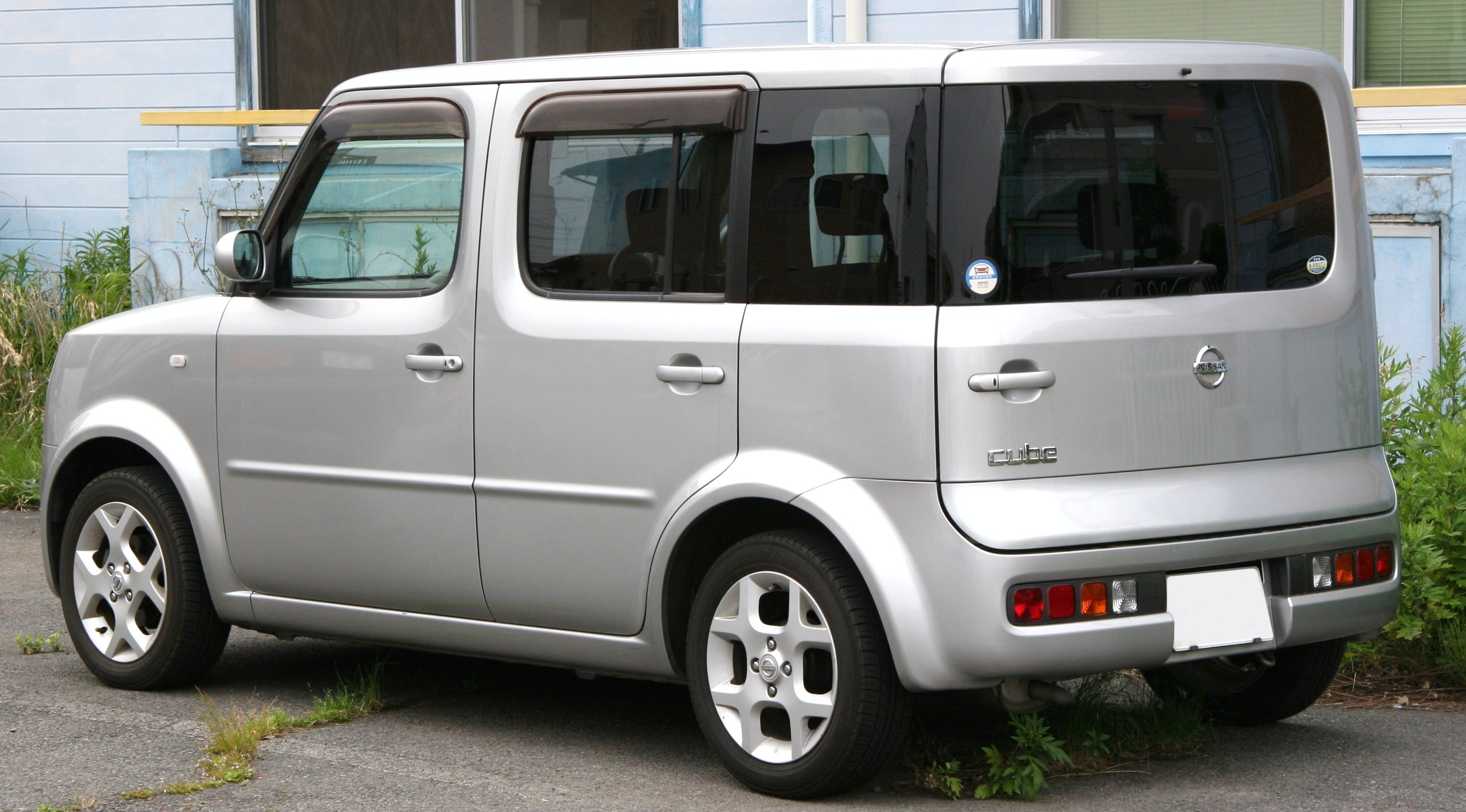
前期型リア
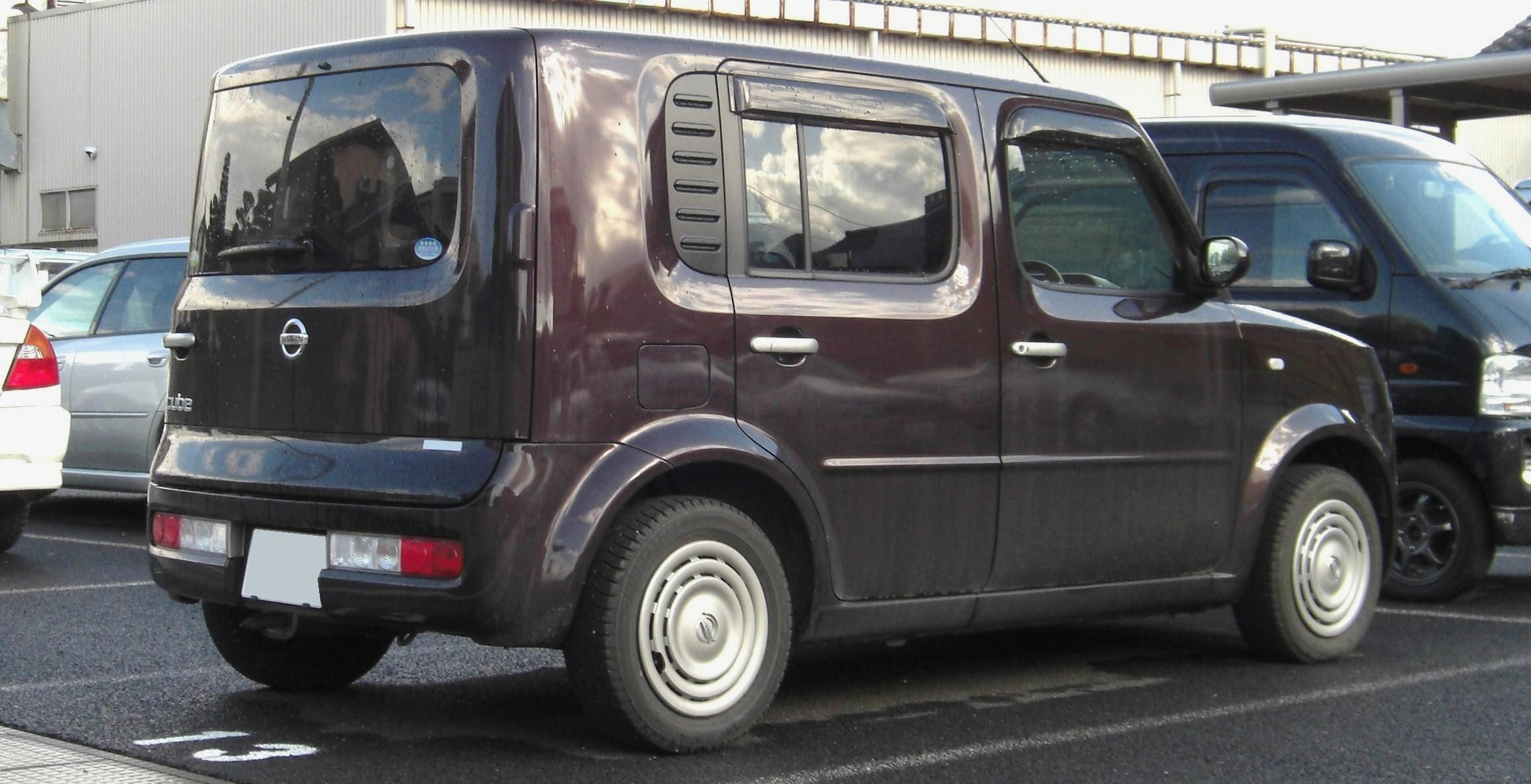
中期型リア
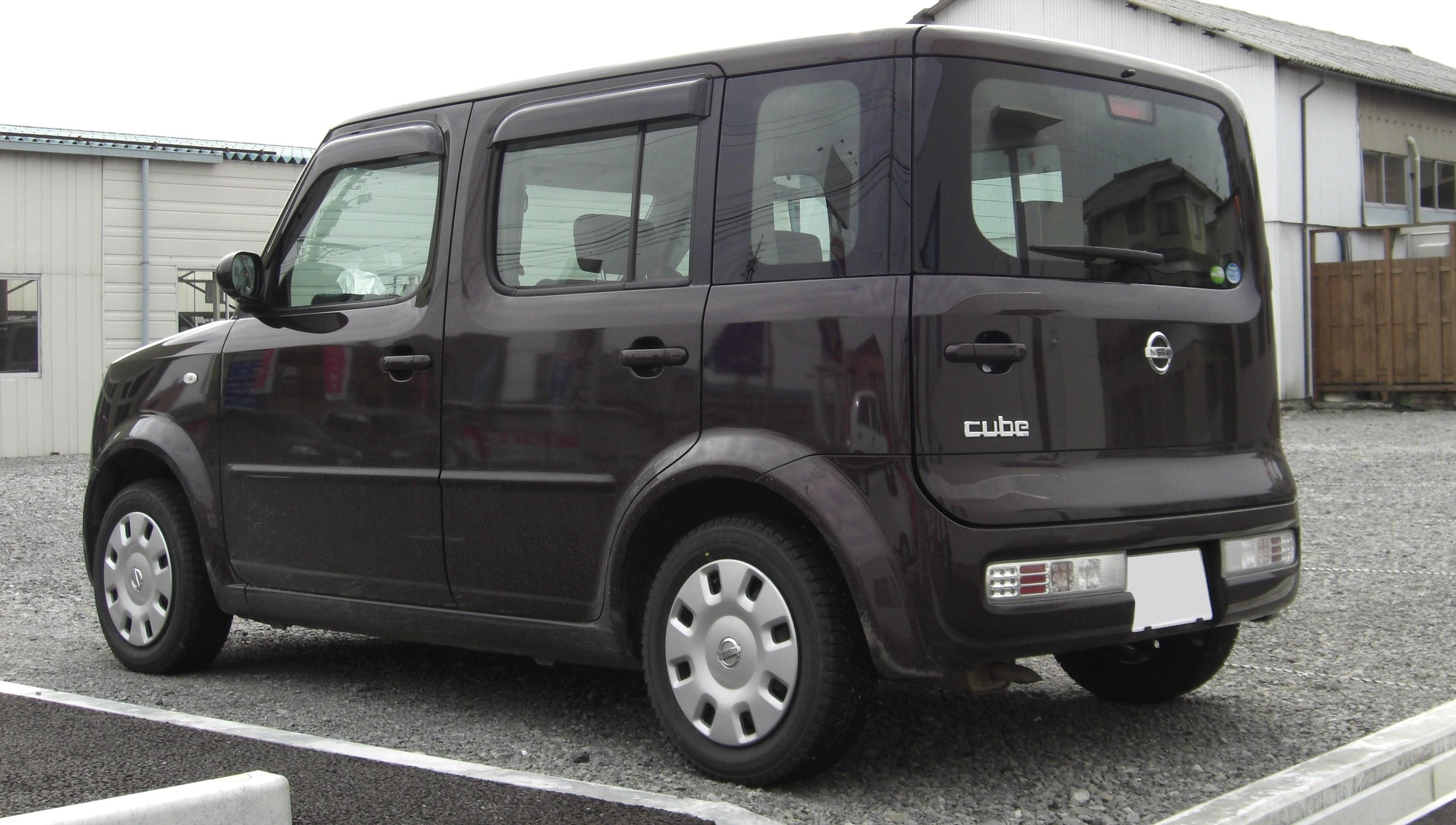
後期型リア
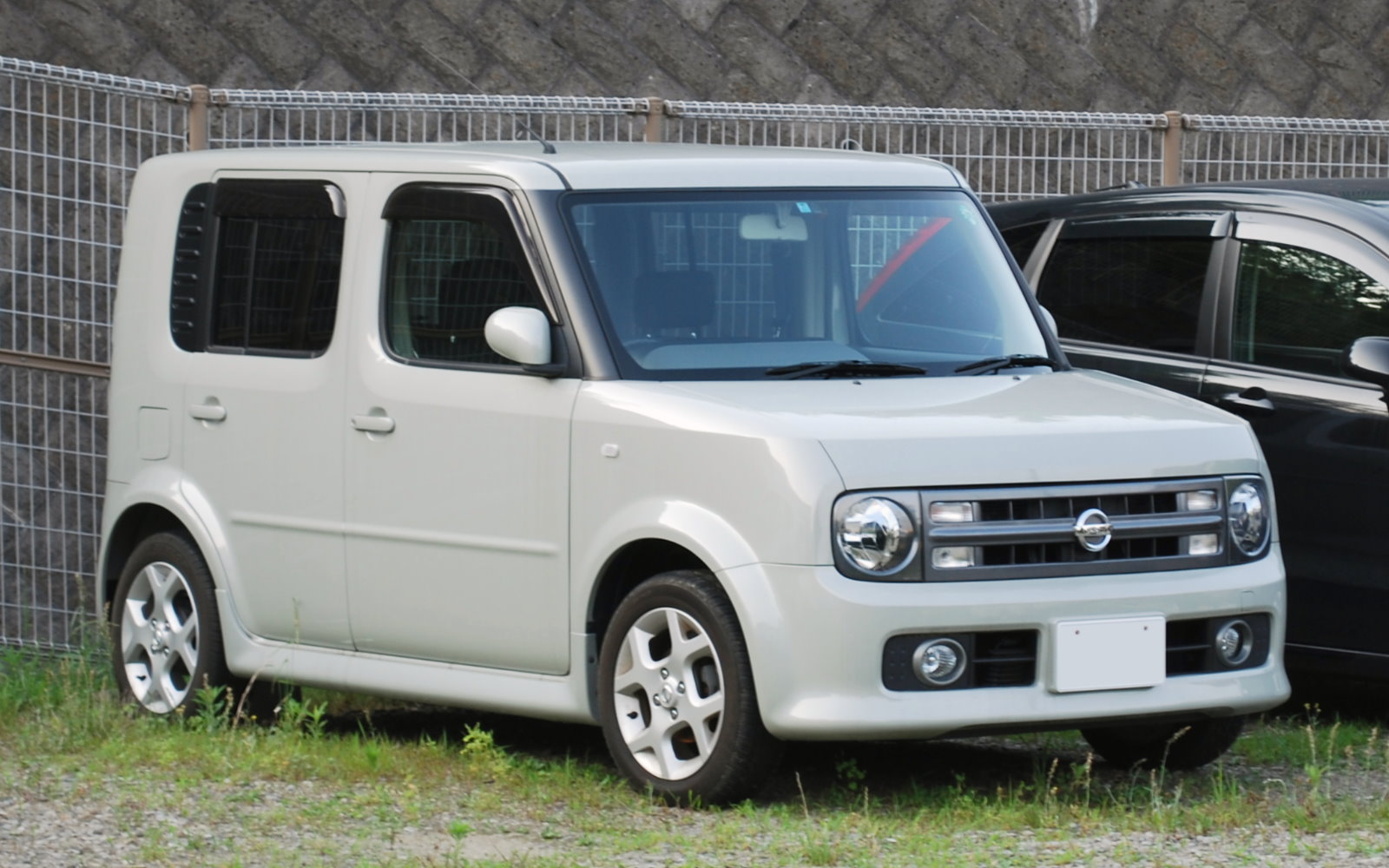
RS/RX（中期型）
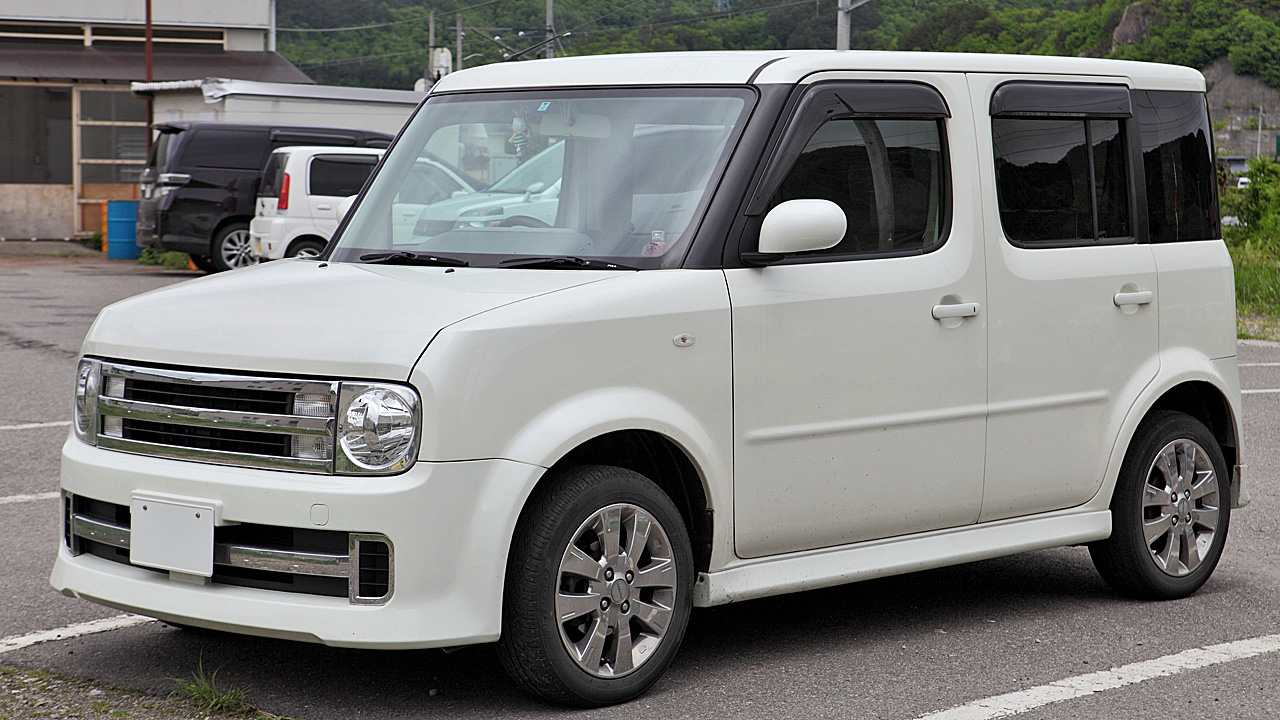
ライダー
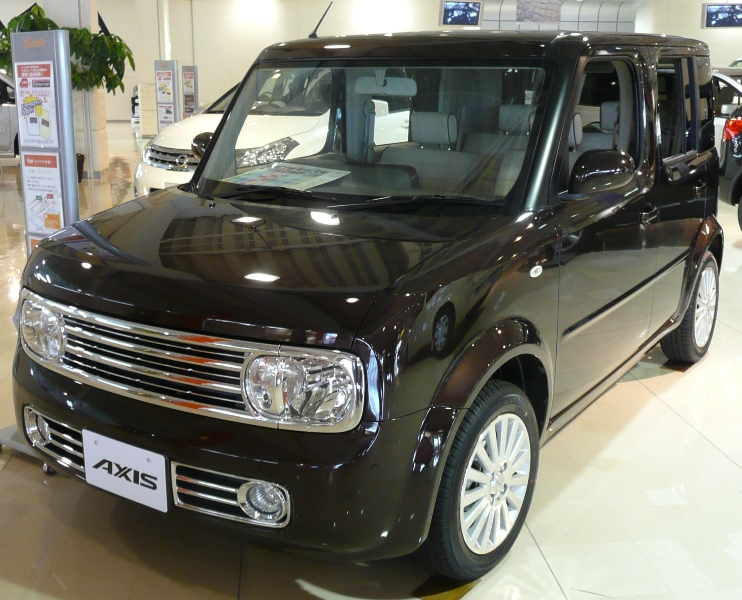
アクシス
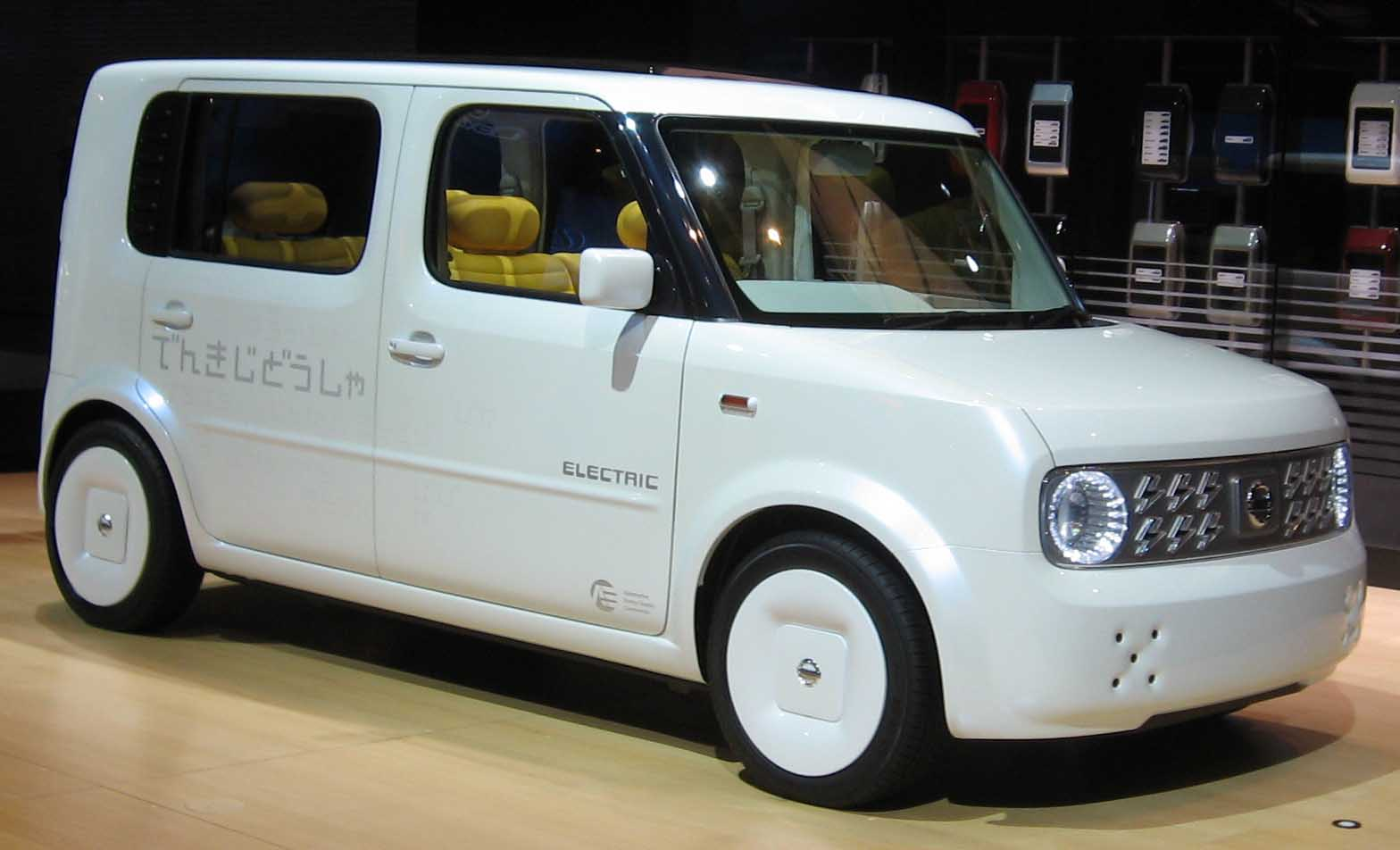
でんきキューブコンセプト
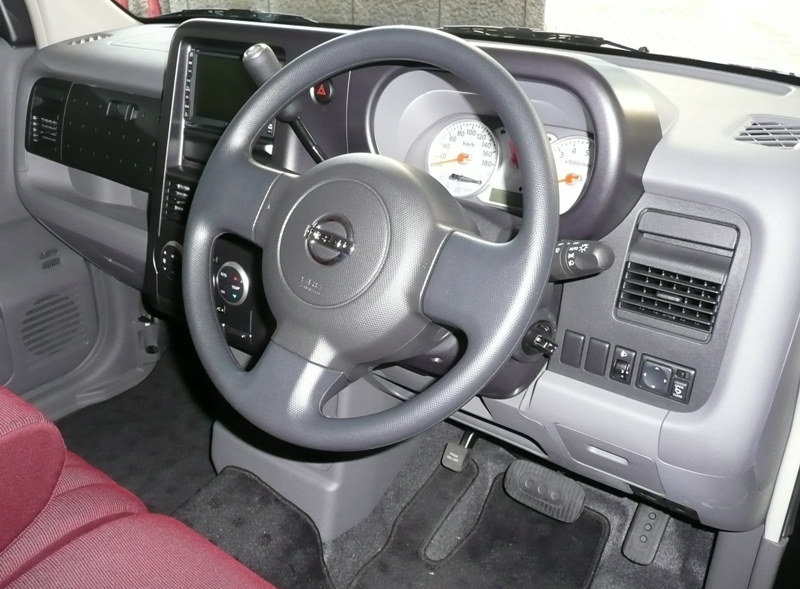
運転席
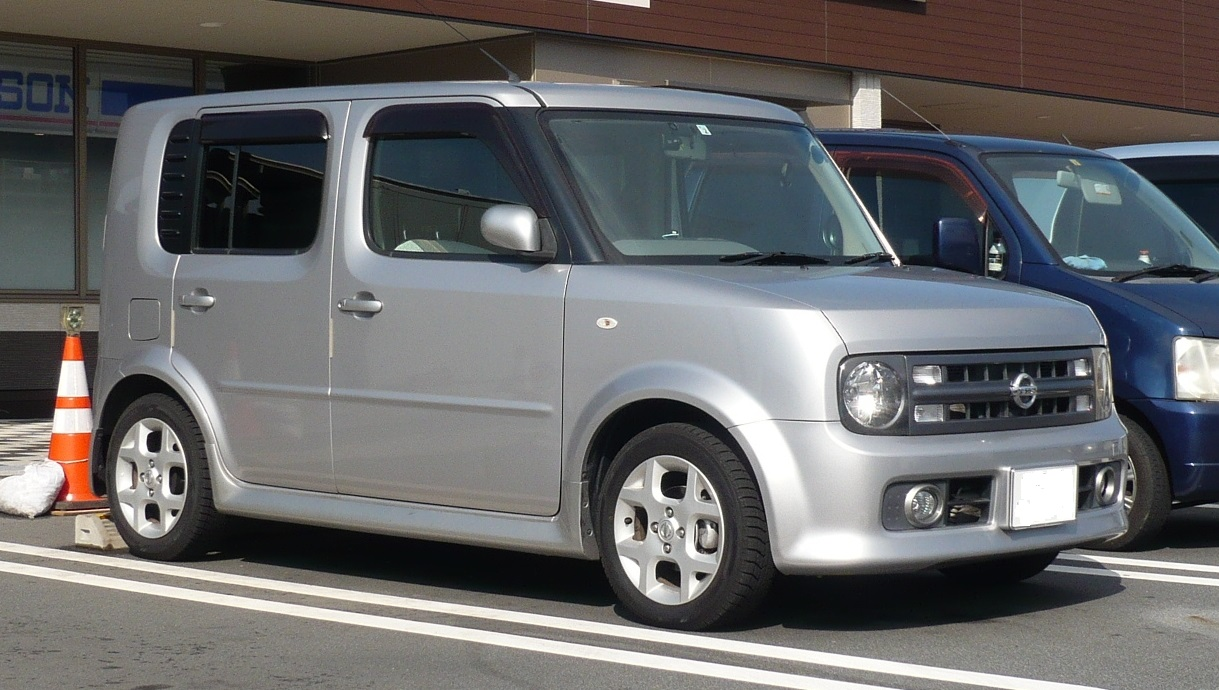
RX（後期）

## 3代目 Z12 / NZ12型（2008年 - 2020年）
従来型（Z11型）のキープコンセプトとしながらも、使い勝手と室内空間の向上を狙って従来のBプラットフォームの改良版が採用された。全長を+160mm、全幅を+25mm、全高を+10mm、ホイールベースを一気に100mm拡大した結果、一回り大きくなったが、それでも日本市場がメインとされるため5ナンバーサイズはキープされている。なお、今回のモデルチェンジで3列シートの「キューブキュービック」は廃止された。月間目標販売台数は4,200台と発表されている。
エクステリアは水平基調としながらも、直線を極力使わずに曲面を多用することで「豊かさ」を強調。デザインモチーフに「ブルドッグがサングラスをかけた姿」を挙げるなど愛嬌のあるキャラクターをも目指した。左右非対称デザインの横開き式バッグドアやリアコンビランプは継承され、一目でキューブとわかるデザインとされた。一方、インテリアに関してはジャグジーをモチーフにしつつも随所に波紋のアクセントが採り入れられ、波打つようにラウンドしたインパネ周りがバスタブのカーブのような開放感を演出している。また、コンパクトクラスでは珍しい縫製シートも採用し、シートバックの高さやクッションの厚みと長さを拡大。従来型以上にリラックス出来る座り心地を追求している。
リアコンビランプとハイマウントストップランプは製造コスト削減の理由で先代後期型のLEDから一転し、白熱電球になった（2代目前期型以来）。
エンジンに関しては従来、前輪駆動車がHR15DE、e-4WDモデルがCR14DEと分かれていたが、今回から全車がHR15DEにエクストロニックCVTの組み合わせとなった。なお、HR15DEは吸・排気効率を高め、エクストロニックCVTにはオイルウォーマーを装着するなどして省燃費化対策も施されている。また、2011年度の義務化に先駆けJC08モードに対応している。なお、リアには2代目ティアナ以降の車種に採用されている「エクストロニックCVT」エンブレムがつけられた。
キューブ初の試みとして障子をモチーフにした「スタイリッシュガラスルーフ+SHOJIシェード+ロールカーテン」（上位グレードのみ標準）やプッシュエンジンスタートシステムも新たに設定された。
この型から後席中央席の三点式シートベルトとヘッドレストを全グレードに標準装備しており、2008年時点で同クラスで後席中央席の三点式シートベルトとヘッドレストを標準装備しているのは、このZ12キューブとスズキ・スプラッシュのみである。
ディーラー用カラーサンプルにタカラトミー製の車玩具「トミカ」が使用され、実車発表の翌月にトミカの通常発売も行われた。このサンプルは、ティーダやノートでも後に同様の方式が取られている。
従来型で人気だったオーテックジャパン架装車「ライダー」や「ライフケアビークル（LV）」はこのモデルでもラインアップされている。
今までは日本市場専売だったが、今回から北米（2009年春）や欧州（2009年秋）、韓国（2011年夏期）でも発売を開始している（車名は各市場とも日本同様に「Cube」）。日本での発表同日からアメリカで開催された2008ロサンゼルスオートショーでは現地の保安基準に適合した北米仕様も公開された。日本仕様と比較するとコラムシフトがフロアシフトに、フロントシートがベンチシートからセパレートシートに、そして前後バンパーのデザインが変更され、安全基準に適合させている。また、エンジンはヴァーサと共通のMR18DEを搭載し、6MTも選択可能となっている。また、左ハンドル仕様車のリアバックドアは、右ハンドル仕様が左ドアハンドルの右開きであるのに対し、右ドアハンドルの左開きになっており、後方からは遠目でも違いが分かる。
- 2008年
  - 11月19日 - 登場。同年11月26日発売。
  - 12月9日 - 外装色：クラフトダンボールメタリック、内装色：ラウンジブラウンの組み合わせがオートカラーアウォード2009のファッションカラー賞およびインテリア部門賞を受賞。
- 2009年
  - 4月23日 - 燃費性能を向上。これにより、2WD車（15S/15X/15X Vセレクション/15G）は「平成22年度燃費基準+25%」達成。また、15X Vセレクション/15X FOUR Vセレクションにはバイキセノンヘッドランプの単品オプションを設定。同時に累計生産台数が100万台を突破したことを記念して15X/15X FOURをベースにインテリジェントキー&エンジンイモビライザー、プッシュエンジンスターターを装備した特別仕様車「15X Mセレクション/15X FOUR Mセレクション」を発売。
  - 5月5日 - 北米市場において2009年モデルのキューブを発売。エンジンは1.8L直4・MR18DE型が搭載され、またCVTに加えて6MTも選択可能となった。また、日本仕様におけるライダーに当たるモデル「Krōm」も発売された。
  - 10月20日 - 「15X」・「15X FOUR」をベースに、日産の新たな本拠地である横浜の海をイメージしたインディゴブルーの内装色を採用するとともに、メッキインナードアハンドル、本革巻3本スポークステアリング、インテリジェントキー、プッシュエンジンスターター、エンジンイモビライザーなどを装備した特別仕様車「15X/15X FOUR インディゴセレクション」を発売（販売開始は11月5日より、2010年3月までの期間限定販売）。併せて、ボディカラーの入れ替えが行われ、「パシフィックブルーパールメタリック」を廃止する替わりに「ビームグレーパール」を追加し、黒系は「スーパーブラック」から「サファイアブラックパール」に差し替え、「クラフトダンボールメタリック」はオプションカラーから無償色に変更した。
- 2010年11月26日 - 「15X」・「15X FOUR」をベースに、フェザーグレーの内装とパーティーのような非日常的な気分をイメージした深紅のシートを組み合わせた専用内装「パーティレッド」を採用（シートは上級グレードにオプション設定されているスエード調クロス地（クラッシュベロア）を使用）。さらに、本革巻3本スポークステアリングやメッキインナードアハンドル、プッシュエンジンスターター、インテリジェントキー、エンジンイモビライザーも装備した特別仕様車「15X/15X FOUR パーティレッドセレクション」を発売。同時に、エンジンとCVTを協調制御し、発進・加速時におけるエコドライブをサポートする「ECOモード」機能の追加、カーウィングスナビゲーションシステム装備車におけるナビ協調変速機能の追加、インテリジェントエアコンシステムにおける高濃度プラズマクラスターイオン発生器の追加、ボディカラーにおいて、「オーガニックオリーブパールメタリック」、「クラフトダンボールメタリック」を廃止する替わりに新色「シャイニーブロンズパールメタリック（オプションカラー）」を追加する仕様変更を行った。
- 2011年
  - 1月 - 欧州市場からの撤退を発表。ユーロ高に伴う車両価格の高騰で販売台数が激減したことが原因。
  - 5月31日 - 「15X」・「15X FOUR」をベースに、バックドア以外のアウトサイドドアハンドル・電動格納式リモコンドアミラー・フルホイールキャップにホワイトパールを、インテリアにはこもれびグリーンを採用するとともに本革巻3本スポークステアリング、メッキインナードアハンドル、プッシュエンジンスターター、インテリジェントキー、エンジンイモビライザーも装備した特別仕様車「15X/15X FOUR こもれびグリーンセレクション」を発売。
  - 6月30日 - 「15X」・「15X FOUR」をベースに、2009年11月に発売された「インディゴセレクション」で好評を得たインディゴブルーの専用内装を採用。さらに、プラズマクラスターイオンを搭載したインテリジェントエアコンシステム（ワンタッチクリーンスイッチ付）、本革巻3本スポークステアリングホイール、メッキインナードアハンドル、インテリジェントキー、プッシュエンジンスターター、エンジンイモビライザーを装備し、メーター内ディスプレイに外気温表示機能を追加して魅力ある充実仕様にした特別仕様車「15X インディゴ +プラズマ」・「15X FOUR インディゴ +プラズマ」を発売。
  - 8月9日 - 韓国日産を通じて韓国市場で発売開始。全車1.8LのMR18DEを搭載し、フロアシフト形式のエクストロニックCVTを組み合わせている。グレードはベースモデルの「1.8S」とスポーティな「1.8SL」の2種で、北米向けの「KrOm」に相当するグレードはない。販売価格は「1.8SL」の場合、約2500万ウォン（日本円で約200万円弱）だが、これは中型セダン「ルノーサムスン・SM5」のスポーツグレードである「XE」とほぼ同額である。7月1日からすでに事前予約を開始しており、前述の通り比較的高価であるにもかかわらず、わずか1か月で受注台数が1000台をオーバーしている。
- 2012年10月30日 - マイナーチェンジ。2WD車は新たにアイドリングストップを搭載するとともに、デュアルインジェクターを採用。また、吸排気効率を高めるために排気側にも可変バルブタイミング機構を装備。さらに、エクストロニックCVTを副変速機構付に変更したことで燃費を向上し、「平成27年度燃費基準+10%」を達成。加えて2WD(FF)全車がエコカー減税に適合され､自動車取得税と重量税がそれぞれ75%減税となった。併せて、エンジン出力を82kW（111PS）に向上し、加速性能を高めた。なおこの年式からEGRが廃止されている。ボディカラーは大幅な入れ替えを行い、「トワイライトグレーパールメタリック」・「ビームグレーパール」・「アッシュブルーパール」を廃止し、「ダークメタルグレーメタリック」・「ライトジンジャーチタニウムメタリック（新色）」・「ラグーンブルーパールメタリック」を追加し、シルバー系は「ダイヤモンドシルバーメタリック」から「ブリリアントシルバーメタリック」に、赤系は「ルミナスレッドメタリック」から「ラディアントレッドパールメタリック」、白系は「ホワイトパール3コートパール」から「ブリリアントホワイトパール3コートパール」にそれぞれ差し替えた。併せて、「15X/15X FOUR Vセレクション」と「15G」にはオプションとして新内装色のヴィンテージキャメルを追加した。今回のマイナーチェンジに合わせてグレード体系の整理を行い「15S」と「15S FOUR」を廃止。オプション設定の内容も見直された。オーテックジャパン扱いの「ライダー」・「ライダー ブラックライン」はベース車に準じた改良を行うとともに、新たにボディチューンやローダウンなどを行った「ライダー パフォーマンススペック」とベージュ色の専用本革シートや専用フロントマスクなどを採用した「アクシス」を追加した。なお、2WD車は日産が展開するエンジン進化型エコカー「PURE DRIVE（ピュアドライブ）」の車種となったため、従来装着されていた「EXTRONIC CVT」エンブレムに替わり、「PURE DRIVE」エンブレムが装着された。
- 2013年10月28日 - 「15X」・「15X FOUR」をベースに、本革巻3本スポークステアリングとメッキインナードアハンドルを装備するとともに、都会にある北欧風カフェをイメージして仕上げたロルブーのチェック柄シートクロスなどで構成された専用インテリアを採用した特別仕様車「15X/15X FOUR ロルブーセレクション」を発売。併せて、ボディカラーは「シャイニーブロンズパールメタリック（オプションカラー）」と入れ替えで、北欧の大自然をイメージした新色の「スオミブルーパールメタリック（オプションカラー）」を追加し、「15X」・「15X FOUR」にはインテリジェントエアコンシステムのオプション設定が追加された。なお、この「ロルブーセレクション」は同年12月13日にスオミブルーパールメタリック（ボディカラー）とロルブー（インテリアカラー）の組み合わせが日本流行色協会が主催する「オートカラーアウォード2014」において、本年度から新設された準グランプリを受賞している[6]。
- 2014年
  - 5月15日 - 「15X」・「15X Vセレクション」・「15X FOUR」・「15X FOUR Vセレクション」をベースに、ブロンズカラーのホイールカバーと電動格納式リモコンドアミラーを採用するとともに、メッキアウトサイドドアハンドルを装備した創立80周年記念特別仕様車「80th Special Color Limited」を発売。ボディカラーは日産を代表するスポーツカーであるGT-RやフェアレディZの歴代モデルに設定されていたヘリテージカラーを本仕様車のために受け継いだ特別設定色が用意されており、フェアレディ240Z Gに採用されていた「グランプリマルーン」を受け継ぐ「プレミアムディープマルーンパール」、初代フェアレディZ S30に採用されていた「グランプリオレンジ」を受け継ぐ「プレミアムサンフレアオレンジ2コートパールメタリック」、スカイラインGT-R Vスペック R34に採用されていた「ベイサイドブルー」を受け継ぐ「オーロラフレアブルーパール2コートパール」を含む4色を設定した。
  - 11月6日 - 「15X」をベースに、本革を手で編みこんだ装飾を施した本革/カブロンコンビシートを採用した専用内装「コダワリブラウンインテリア」をはじめ、本革巻3本スポークステアリング、メッキインナードアハンドル、フロントフォグランプ、オートライトシステム（フロントワイパー連動、薄暮れ感知「おもいやりライト」機能付）を装備した特別仕様車「15X コダワリセレクション」を発売。併せて、カタロググレードの一部仕様変更を行い、四輪駆動車の「15X FOUR」・「15X FOUR Vセレクション」を廃止して2WD車のみのラインナップとしたほか、「15X」・「15X Vセレクション」はVDCを標準装備。ボディカラーは黒系を「サファイアブラックパール」から約5年ぶりに「スーパーブラック」に戻し、「ラグーンブルーパールメタリック」を廃止。さらに、ルーフ・ドアミラー・アウトサイドドアハンドルをブリリアントホワイトパール（「15X」系はフルホイールカバーもホワイトパール）とした2トーンカラー3種を新たに設定。このうち、2代目に設定され（2008年5月の一部仕様変更時に廃止）、2トーンカラー専用色として6年半ぶりに復活設定した「アクアミントメタリック」ベースの2トーンカラーは1991年に台数限定で発売されたフィガロの設定色であった「エメラルド」をベース色とした2トーンカラーをイメージして設定されたものである。なお、オーテックジャパン扱いの「ライダー」シリーズ、「アクシス」、「ライフケアビークル」シリーズも一部仕様変更を行い、VDCを標準装備するとともに、「ライダー」・「ライダーブラックライン」・「アクシス」・「アンシャンテ 助手席スライドアップシート」に設定の四輪駆動車を廃止。さらに、「アンシャンテ 助手席スライドアップシート」と「チェアキャブ」は2トーンカラーも新たに設定された[7]。
- 2015年10月21日 - 仕様変更。トリムカラーのシート地の選択肢として既存の「グラファイト」・「フェザーグレー」・「ヴィンテージキャメル（オプション設定色）」に加え、2012年10月のマイナーチェンジで一旦廃止されていた「ラウンジブラウン」をオプション設定色として復活するとともに、特別仕様車で採用されていた「インディゴブルー」・「ロルブー」・「コダワリブラウン」もオプション設定色としてレギュラー化し、内装色としては異例の7種展開に拡大した。なお、オプション設定色は全色「15G」専用色となる。
- 2016年7月1日 - 一部改良[8]。最廉価グレードの「15X」に本革巻ステアリングを標準装備した。
- 2017年
  - 5月31日 - 特別仕様車「15X Vセレクション My cube」を発売[9]。「15X Vセレクション」をベースに、通常はオプション設定されている「日産オリジナルナビ取付パッケージ（ステアリングスイッチ、GPSアンテナ、TVアンテナ、TVアンテナ用ハーネス）」と、本来は上級グレード「15G」に装備されているバイキセノンヘッドランプ（ハイ/ロービーム、オートレベライザー付）を特別装備し、内装色は本来、上級グレードの「15G」にオプション設定されている「ロルブー」、「インディゴブルー」、「ヴィンテージキャメル」、「コダワリブラウン」、「ラウンジブラウン」の5種類を用意し、「15G」同様にオプション設定となる「コダワリブラウン」を除いて通常設定した。
  - 10月18日 - 専用ステッカーに、ルーフ、リヤウィンドウ周り、フューエルリッド、ドアミラーを赤青白のトリコロールにラッピングする、「デコキューブ」専用ステッカーを「スオミブルー/ブリリアントホワイトパール 2トーン」や「アクアミント/ブリリアントホワイトパール 2トーン」などを含めた5色のボディカラーにディーラーオプションで設定し、400台分限定で発売[10]。
- 2018年
  - 4月17日 - 仕様変更。ステアリング形状の変更（フェアレディZやジュークと共通のものに変更）に伴い、オーテック架装車「ライダー」にダーククロムメッキ仕上げのフロントグリルやバンパーグリルを採用したほか、従来はオプション設定となっていた専用のスポーツマフラーとバイキセノンヘッドランプを標準装備[11]。仕様変更と同時に同じオーテック架装車の「アクシス」が廃止された[※ 3]。
  - 10月3日 - 2018年度グッドデザイン・ロングライフデザイン賞を受賞[12]。
- 2019年
  - 9月2日 - 2019年12月末をもって生産終了、2020年3月末までに販売終了する事が明らかとなった。
  - 12月、一部グレードの注文が出来ない旨が公式ホームページに掲載される（事実上の生産終了扱い）。
- 2020年3月31日 - 販売終了に伴い、ホームページへの掲載を終了。キューブは3代22年の歴史に幕を下ろした。これに伴い、日産のラインアップからトールワゴンが消滅となり、市場からも撤退することとなった。また、国内におけるコラムシフトを設定する最後の車種でもあった（ほかの車種はフルモデルチェンジに伴ってインパネシフトやフロアシフトに置き換えられた）。なお、キューブの間接上の代替車種として既存の小型ハッチバックの2代目ノート、および軽ハイトワゴンの3代目ルークスがそれぞれの受け皿となる。
- 2023年1月 -  東京オートサロン2023でキューブ・リフレッシュ＆レトロコンセプトを日産自動車の中古車ビジネスとして出展[13]。

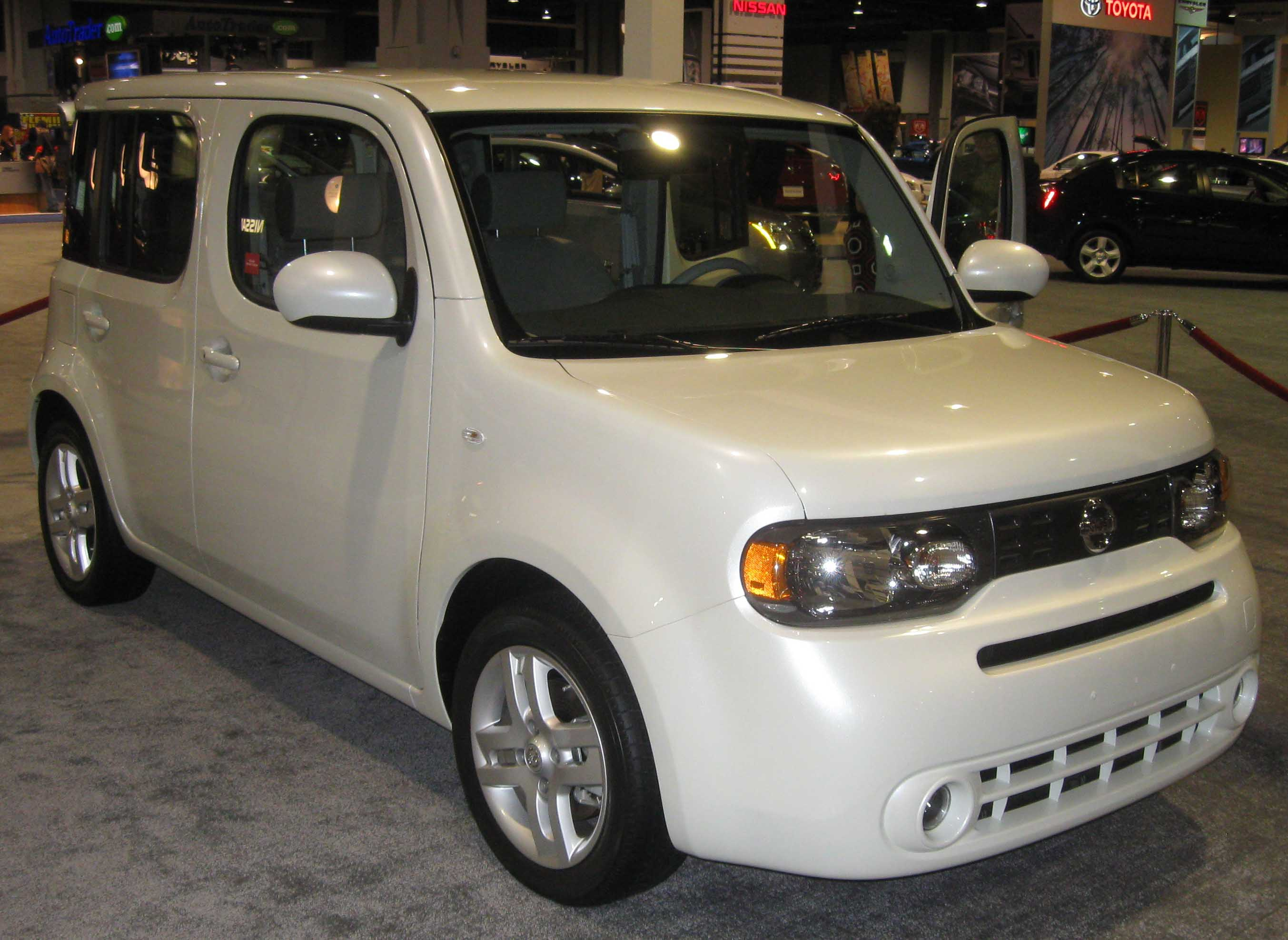
米国仕様フロント
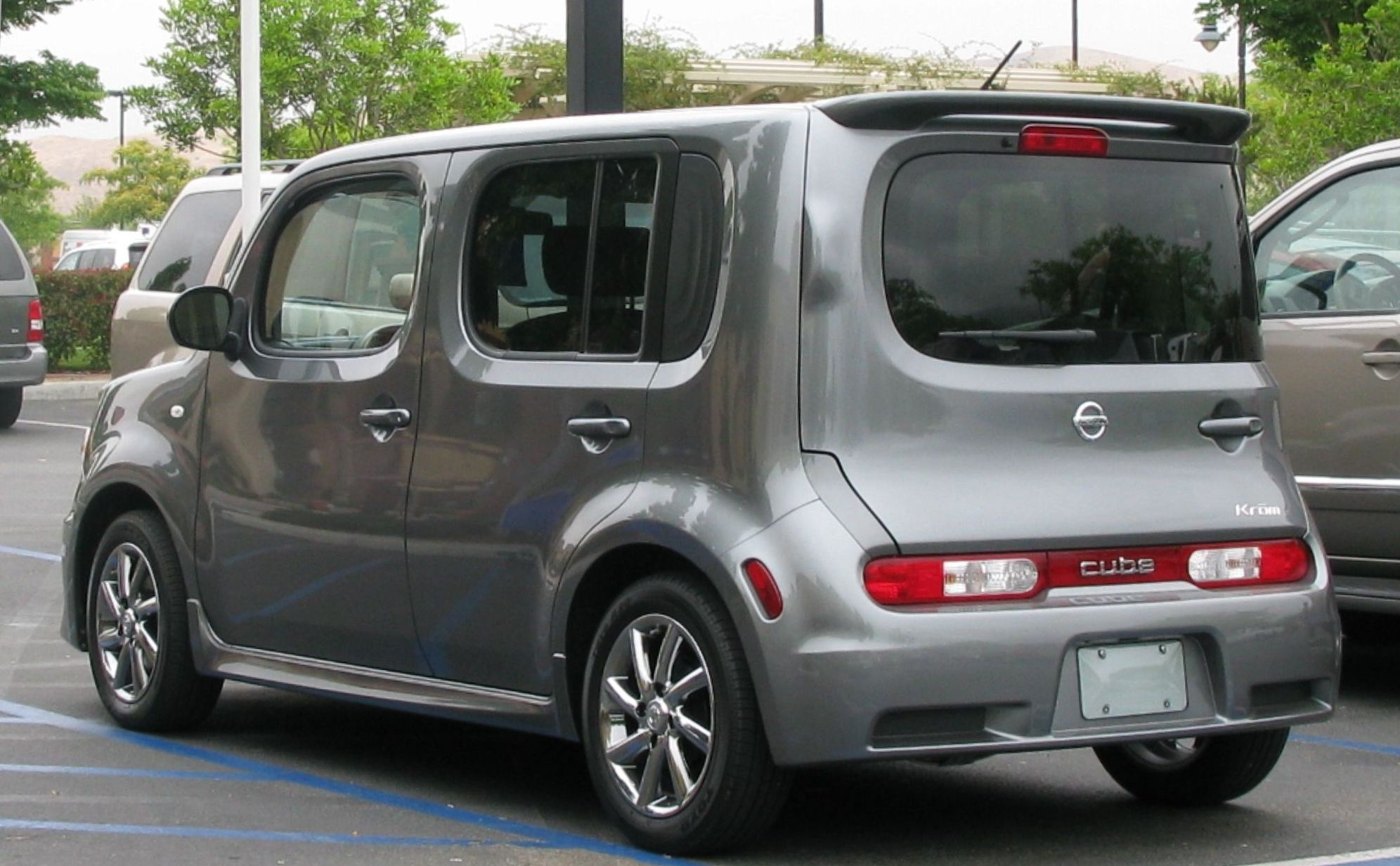
米国仕様リア（Krōm）
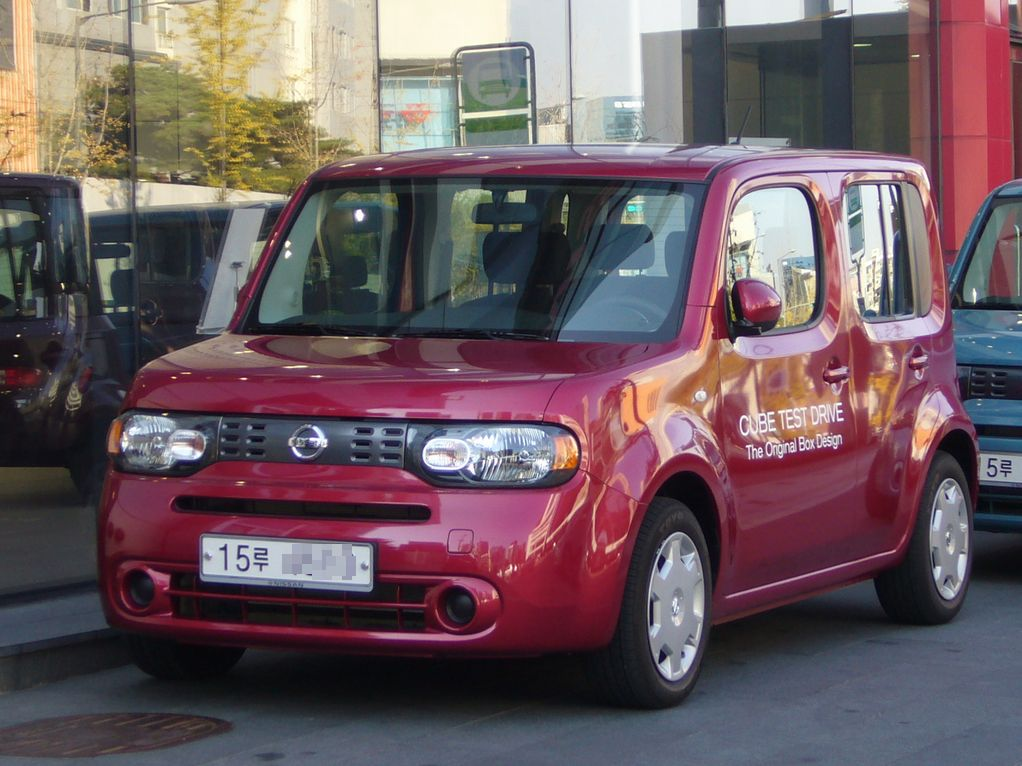
韓国仕様
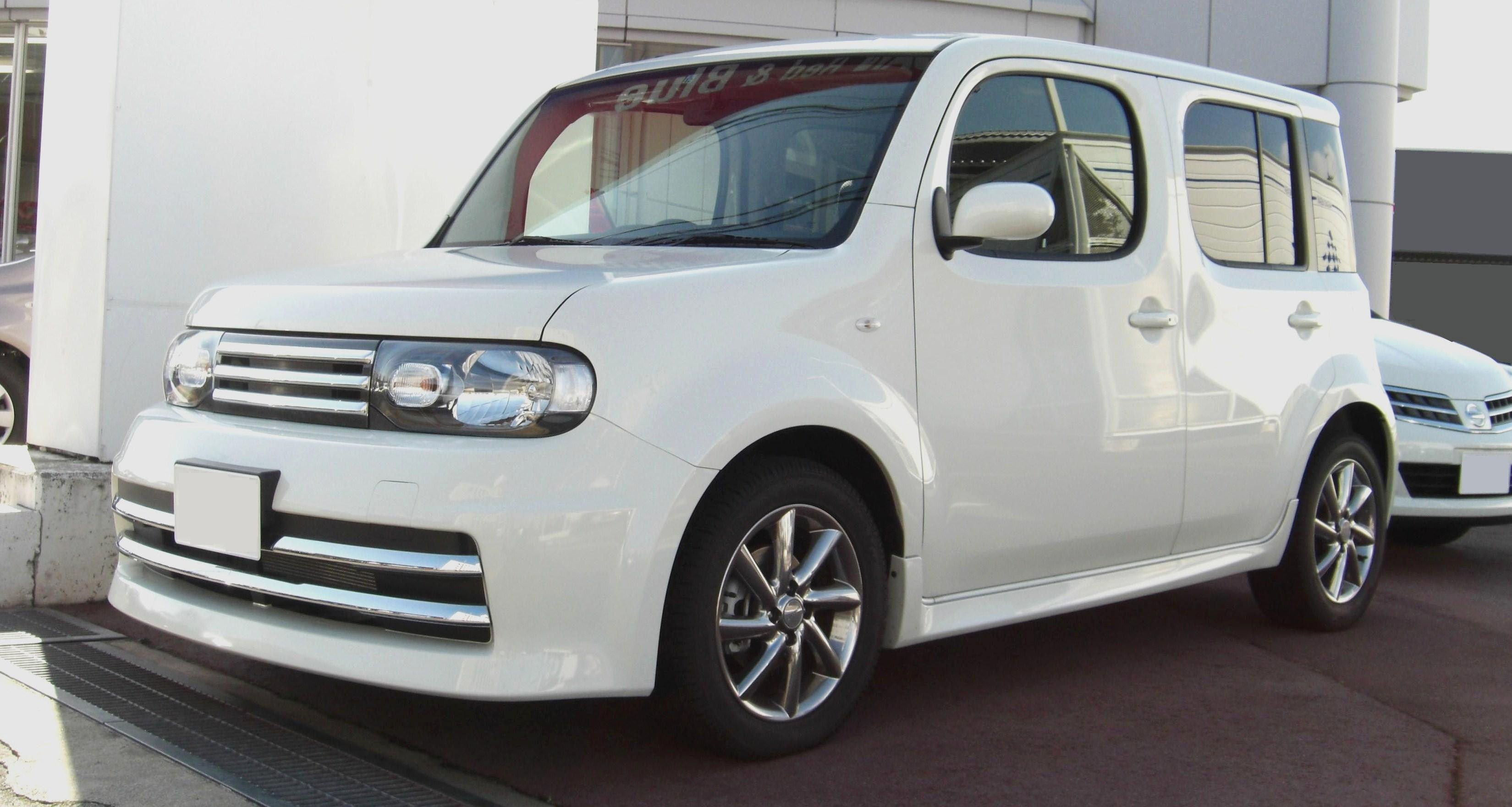
ライダー
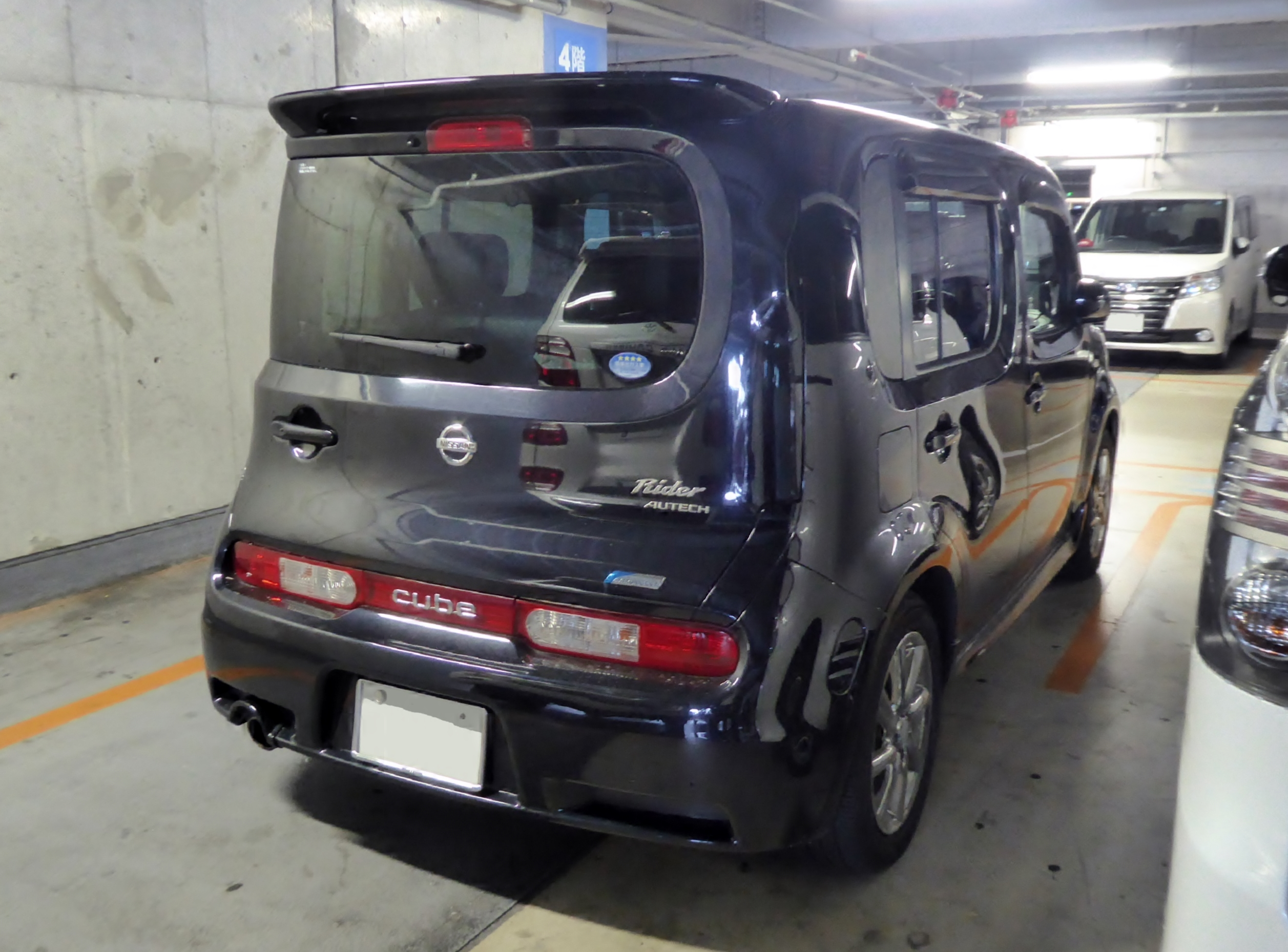
ライダー リア
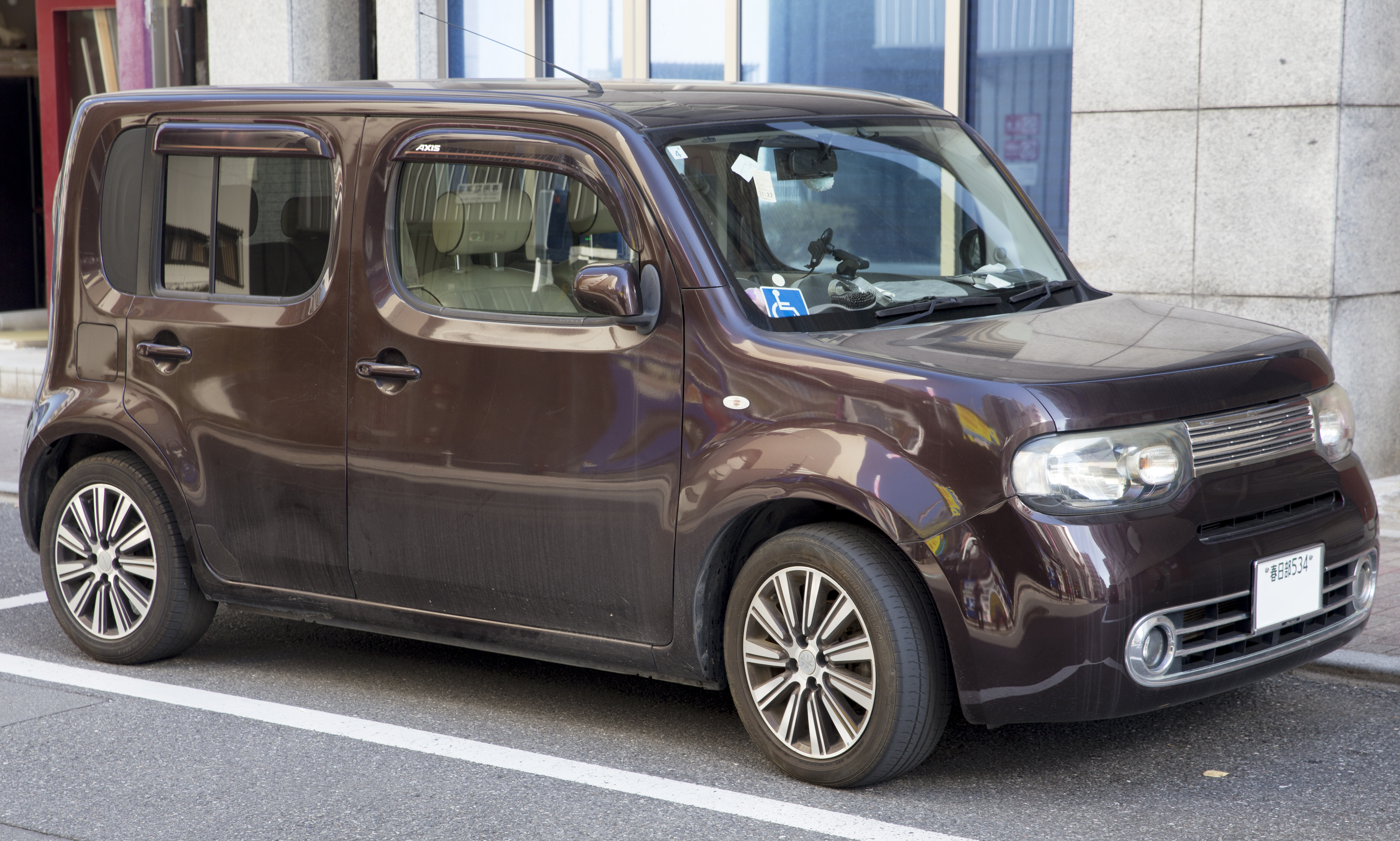
アクシス
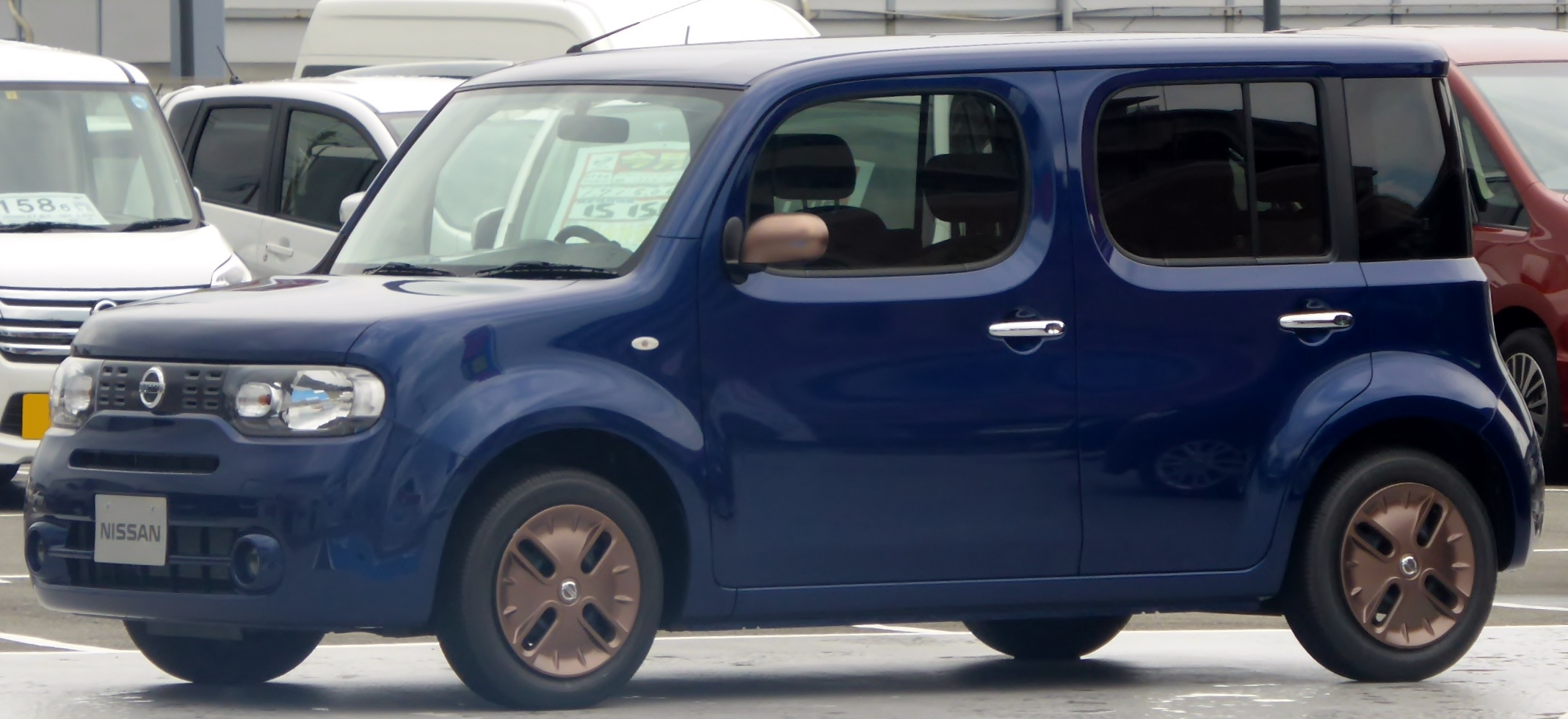
80th Special Color Limited (オーロラフレアブルーパール2コートパール)

## 車名の由来
英語で立方体という意味。

## CUBE LOVES MUSIC
2007年、日産自動車と、レコード会社であるワーナーミュージック・ジャパンが、新ミュージックレーベルを発足。車種ブランドを活用したミュージックレーベルはマツダ・トリビュートの「tributelink」（ソニー・ミュージックエンタテインメントと提携）に次いで2番目。このレーベルから発売される楽曲は2007年1月よりキューブのCMソングとして使われる。第一弾アーティストは絢香とコブクロが結成したスペシャルユニットの「絢香×コブクロ」。第二弾アーティストはナナムジカが「のだめカンタービレ」とコラボした「ナナムジカ×のだめオーケストラ」。第三弾アーティストはSuperflyがオーストラリアのバンド「JET」と組んだ「Superfly×JET」。第四弾アーティストはオーディション番組「イツザイ」出身のharuがヒット曲「バッド・デイ〜ついてない日の応援歌」で人気のミュージシャン「daniel powter」と組んだ「haru×daniel powter」。
第五弾は第一弾アーティストである絢香×コブクロを再起用した。
ちなみに正確なる第一弾作品は非売品である、日産の販売店で2007年1月20・21日のキューブデビューフェアのみに配布していた「絢香×コブクロ selction DRIVING MUSIC」（絢香とコブクロが一人2曲ずつ選曲したCD）である。
- 「WINDING ROAD」絢香×コブクロ（2007年2月28日発売）
- 「Sora」ナナムジカ×のだめオーケストラ（2007年7月18日発売）
- 「i spy i spy」Superfly×JET（2007年11月28日発売）
- 「FIND MY WAY」haru×daniel powter（2008年3月12日発売）
- 「あなたと」絢香×コブクロ（2008年9月24日発売）

## 21_21 Q
2007年3月30日に東京ミッドタウン内にオープンしたデザイン施設「21_21 DESIGN SIGHT」の併設ショップ。キューブをモチーフに日産自動車デザイン本部が制作し、佐藤卓がロゴデザインを担当した。車体は同施設のテーマカラーである水色。
ミッドタウンガーデンに2台設置され、「21_21 Q・FOODS」では飲料・軽食、「21_21 Q・GOODS」は展覧会関連グッズを販売している。